# Ludwig Volk

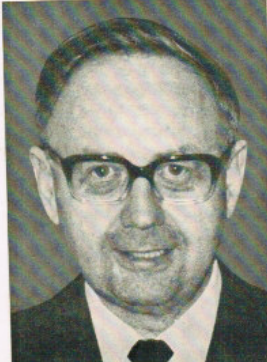
Sterbebild

Ludwig Volk (* 14. September 1926 in Mömbris; † 4. Dezember 1984 in München) war ein deutscher Jesuit und Historiker.

## Leben
Volk, aus der katholisch geprägten Familie eines Eisenbahnbeamten (Anton Volk 1899–1989) stammend, besuchte die Volksschule in Mömbris und das Gymnasium in Aschaffenburg, leistete von 1943 bis 1945 Kriegsdienst und bestand das Abitur im Jahr 1946. Am 1. Oktober 1946 trat er in Pullach als Novize in die Gesellschaft Jesu ein, studierte dort Philosophie, unterbrochen durch eine Präfektur am Jesuitenkolleg St. Blasien, anschließend Theologie an der Universität Innsbruck, gefolgt vom Tertiat im spanischen Murcia. Am 31. Juli 1956 wurde Volk in München von Joseph Kardinal Wendel zum Priester geweiht. 1958 bis 1962 studierte er Geschichte und Anglistik an der Ludwig-Maximilians-Universität München und legte dort 1962 das Erste Staatsexamen für Gymnasiallehrer ab. 1964 wurde er bei Karl Bosl mit der Arbeit Der bayerische Episkopat und der Nationalsozialismus 1930–1934 promoviert. Anschließend unterrichtete er drei Jahre Englisch und Geschichte am Jesuitenkolleg St. Blasien. 1968 wurde Volk von seinem Orden für die ausschließliche Beschäftigung mit kirchlicher Zeitgeschichte freigestellt und noch im selben Jahr hauptamtlicher Mitarbeiter der im Jahr 1962 gegründeten Kommission für Zeitgeschichte. Hier fand er seine Lebensaufgabe und edierte für die Kommission sechs grundlegende Quellenpublikationen, begleitet von einer Vielzahl einschlägiger Aufsätze.

## Werke

### Schriften
- Der bayerische Episkopat und der Nationalsozialismus 1930–1934 (= Veröffentlichungen der Kommission für Zeitgeschichte Reihe B Band 1), Matthias-Grünewald-Verlag, Mainz 1965.
- Das Reichskonkordat vom 20. Juli 1933. Von den Ansätzen in der Weimarer Republik bis zur Ratifizierung am 10. September 1933 (= Veröffentlichungen der Kommission für Zeitgeschichte Reihe B Band 5), Matthias-Grünewald-Verlag, Mainz 1972.
- Katholische Kirche und Nationalsozialismus. Ausgewählte Aufsätze, hrsg. von Dieter Albrecht (= Veröffentlichungen der Kommission für Zeitgeschichte Reihe B Band 46), Matthias-Grünewald-Verlag, Mainz 1987 (hier findet sich eine Bibliographie der Schriften Ludwig Volks, S. XII–XV).

### Editionen
- Kirchliche Akten über die Reichskonkordatsverhandlungen 1933 (= Veröffentlichungen der Kommission für Zeitgeschichte Reihe A Band 11), Matthias-Grünewald-Verlag, Mainz 1969.
- Akten Kardinal Michael von Faulhabers 1917–1945:
  - Band I: 1917–1934 (= Veröffentlichungen der Kommission für Zeitgeschichte Reihe A Band 17), Matthias-Grünewald-Verlag, Manz 1975.
  - Band II: 1935–1945 (= Veröffentlichungen der Kommission für Zeitgeschichte Reihe A Band 26), Matthias-Grünewald-Verlag, Mainz 1978.
- Akten deutscher Bischöfe über die Lage der Kirche 1933–1945:
  - Band IV: 1936–1939 (= Veröffentlichungen der Kommission für Zeitgeschichte Reihe A Band 30), Matthias-Grünewald-Verlag, Mainz 1981.
  - Band V: 1940–1942 (= Veröffentlichungen der Kommission für Zeitgeschichte Reihe A Band 34), Matthias-Grünewald-Verlag, Mainz 1983.
  - Band VI: 1943–1945 (= Veröffentlichungen der Kommission für Zeitgeschichte Reihe A Band 38), Matthias-Grünewald-Verlag, Mainz 1984.